# デュエルガンダム
デュエルガンダム (DUEL GUNDAM) は、テレビアニメ『機動戦士ガンダムSEED』をはじめとするコズミック・イラ (C.E.) 作品に登場する架空の兵器。「ガンダムシリーズ」で主流となっている人型ロボット兵器モビルスーツ (MS) の1機で、作中勢力のひとつである「地球連合軍」が開発した5機の試作機のうち、もっとも初期に完成した汎用機。『SEED』の序盤で敵国家であるプラントの軍隊「ザフト」に強奪され、作戦に参加したパイロットのひとりイザーク・ジュールの搭乗機となる。唯一強奪を免れたストライクガンダムとの戦闘で損傷を受け、修理と並行してザフト製の装甲兼複合武装ユニットアサルトシュラウドを装着する。メディアや関連商品では「デュエルガンダム」と公称されるが、作中ではほかの同型機とともに固有名の「デュエル」（「決闘」）で呼ばれる。
メカニックデザインは大河原邦男。
本項では、関連作品に登場する派生機についても解説する。

## 設定解説
地球連合加盟国である大西洋連邦が、オーブ連合首長国公営企業モルゲンレーテ社の技術協力を受けてオーブ管轄の資源コロニー「ヘリオポリス」で極秘開発した5機の試作型MS（G兵器 / 初期GAT-Xシリーズ）の1機。
GAT-Xシリーズの1号機として最初に完成した機体であり、ほかのGAT-Xシリーズ4機や、以降に開発されるすべてのGATシリーズの母体となっていく。従来のザフト製MSではモビルアーマー (MA) や戦艦といった兵器群を仮想敵としていたが、戦争序盤でザフトに大敗した連合軍は当初から対MS戦を想定する必要性に迫られ、携行装備に実弾・実体剣を多くもつザフトMSへの対抗策として、GAT-Xシリーズでは実体兵器をほぼ無効化するフェイズシフト装甲（PS装甲）が導入された。この装甲は、同じ連合だけでなくザフトやオーブで製造された「ガンダム」シリーズの標準的な装甲となっていく。
本機は軽量さを生かした高い運動性能と、ビームライフルやビームサーベルを駆使した白兵戦を基本戦術とし、「デュエル」という機体名もこれに由来する。型式番号 (X102) の由来であるX-100系内部フレームは人体機能の再現を目的としており、系列機のX103 バスターや X-105 ストライクも同型のフレームが採用されている。これはフレームの共通化という将来的な拡張用の規格統一と、能力面でコーディネイターに劣るナチュラルが機種転換を容易にできるよう操縦面にも配慮した措置でもある。この機構によって、GATシリーズは武装と装甲を新規に製作するだけで新型機を投入することも可能となる。最初期型である本機は外装と内装機材との相性があまり練り込まれておらず、想定性能を十分発揮できてはいないが、それでもPS装甲や携行型ビーム兵器によってザフト主力機のジンを圧倒できる性能をもつ。
GAT-X機共通の特徴であるV字型アンテナと人間の目のようなツインアイは優れた索敵・視認能力を発揮するが、構造の複雑さから量産には適さない。なお、唯一ザフトによる強奪を免れたストライクのパイロットであるキラ・ヤマトが、コックピット・モニターに表示されたOSの起動表示画面「G.U.N.D.A.M」と略称したことがきっかけで、ツインアイ型のMSそのものを指す通称としての「ガンダム」の名が国家・勢力を越えて定着するようになる。のちに本機の量産機として、連合軍所属コーディネイター専用機のロングダガーや、ナチュラル用に一部仕様を変えたデュエルダガーが生産される。

### 武装
75mm対空自動バルカン砲塔システム イーゲルシュテルン
ストライクと同様に頭部の眉間付近に2門内蔵している。
175mmグレネードランチャー装備57mm高エネルギービームライフル
主兵装であるビーム火器。ジンを一撃で撃破する威力をもつ。銃身下部のグレネード弾を用いた面攻撃も可能。連合兵たちに評価され、のちに一定数が量産された。非使用時は右腰へのマウントが可能。
ビームサーベル
ストライクのものと同型品で、バックパックの上部両端に装備されている。。
対ビームシールド
ストライクやアストレイのものと色違いの同型装備。『SEED』最終話では、フォビドゥン戦後で喪失した本装備とビームライフルの代わりに、アークエンジェルから補給されたストライク用のライフルとシールドを使用する。
350mmレールバズーカ ゲイボルグ
予備バッテリー搭載を兼ねて長大に設計した銃身を使い、砲弾を内部で電磁加速させて撃ち出すリニアキャノン。そのため、バズーカと通称されながらも弾体そのものには推進器をもたない。
デュエルが強奪されたことで本来の主を失い、ヘリオポリス崩壊の裏で起こっていた事件を経てゴールドフレームによって運用される。その後ヘリオポリス崩壊に伴い連合からは設計データが失われる。
『SEED』本編には未登場だが、ガンダムコレクションやAdvanced MS IN ACTION・MGプラモデルにおいて手持ち武装として付属しているほか、後年に放送された『ガンダムビルドファイターズ』第10話では、アサルトシュラウドを含めて黒いカラーの本機のガンプラがこの武器を所持している描写がある。『機動戦士ガンダムSEED ASTRAY Re:Master』のインタビューによれば、もともとデュエルの初期設定時に用意していたデザインだったものをASTRAYに転用したものだとされる。

### デュエルガンダム アサルトシュラウド
ザフトの第1世代MS用強化パーツである「アサルトシュラウド」を本機用に再設計し、装備した形態。第11話で損傷したデュエルの修理と並行して特注・装備されたものであり、採用にはイザークの意向が反映されている。「シュラウド」とは「死体を包む布」を意味する。
通常部材製ゆえにPS装甲のような革新的堅牢性はないが 、バイタルパートに装甲が追加されているため、機体の防御力は向上している。装甲厚自体は向上したため、それを生かした強襲戦能力も増強されている。また、バックパックおよび脚部に追加された高出力スラスターによる宇宙戦での機動性と、それぞれの肩部に追加されたレールガンとミサイルによって火力が向上している。一方で総重量が100トン近くにもなるため、重力下での活動は制限される。戦闘中でもパイロットの任意による排除が可能。大戦後期には連合軍が本機を参考として、同コンセプトの強化装甲「フォルテストラ」を開発する。
115mmレールガン シヴァ
右肩部装甲に設置。速射性に優れ、実体弾を電磁力で射出するほかやプラズマ投射も可能で、非PS装甲のMSに対して絶大な威力を発揮する。肩部から取り外しての手持ち使用も可能。本来は、クルーゼ隊に試験搬入されたジン用の追加武装を転用した装備で、ヘリオポリス襲撃時に失われたゲイボルグの機能補完を兼ねている。量産化も視野に入れられていたが、GAT-X機強奪に伴うビーム兵器の導入によって見送られ、のちのフリーダムに搭載されるクスィフィアスの技術的な礎となる。
220mm径5連装ミサイルポッド
左肩部装甲に内蔵。施設破壊といった本機が本来装置していない運用が可能。これらレールガンとミサイルポッドを併用した装備構成は、バスターを参考にしたものである。

### 劇中での活躍
ヘリオポリスを襲撃したザフトのクルーゼ隊によって奪われ、隊員のひとりであるイザーク・ジュールの搭乗機として、そのままヘリオポリスを脱出した連合軍艦のアークエンジェルを追撃する。戦いの旅に成長を遂げていくキラのストライクに損傷を負わされる場面があり、片腕をビームで破壊されたり、コックピット付近に痛撃を食らってイザーク自身も負傷したりする。これらの損傷は強奪時に一緒に回収していた予備パーツを用いて修復され、第12話からはアサルトシュラウドを装着して低軌道会戦に参加するが、ここでも再度ストライクの妨害を受け、同僚のディアッカ・エルスマン駆るバスターとともに地球へと降下する。
降下後もバスターとともに引き続きアークエンジェル追撃に従事し、北アフリカ戦線でバルトフェルド隊と共闘し、インド洋進出後のマーシャル諸島ではアスラン・ザラを部隊長とする「ザラ隊」としてストライクと交戦するが、ここでも敗北を重ねる。オーブ沖の戦闘でのブリッツのパイロットであるニコル・アマルフィとの死別、アスランやディアッカとの離別の後も引き続きとしてクルーゼ隊に随伴する。オペレーション・スピットブレイク発動後は連合本部アラスカJOSH-A（ジョシュア）侵攻作戦やパナマ攻略戦にも参加。大戦終盤の第二次ヤキン・ドゥーエ攻防戦を戦い抜き、連合軍所属機である後期GAT-Xシリーズのフォビドゥンとレイダーを撃墜する（スペシャルエディション完結編ではフォビドゥンのみ）。さらに連合軍旗艦のドゥーリットルを撃沈し、プラント防衛に貢献する。レイダー撃墜時に左肩を損傷してPSダウンを起こすが、中破したバスターとともにアークエンジェルで補給を受け、ストライク用のビームライフルとシールドを装備してアークエンジェルに随伴する場面が劇中最後の姿となる。
漫画『機動戦士ガンダムSEED Re:』では、アサルトシュラウド以外にも大気圏内用の専用装備「ジェグス」が登場。空戦MSであるディンの飛行ユニットをベースにしたザフト版I.W.S.P.とも呼べる外観をしており、ディンの整流用エアロシェルが確認できる。
戦後はバスターとともに解体廃棄される予定だったが、アイリーン・カナーバやエザリア・ジュールを中心とする一派に引き取られ、C.E.75年を舞台とする『機動戦士ガンダムSEED FREEDOM』で、後述のデュエルブリッツとして再度実戦投入される。

### デュエルブリッツガンダム
映画『機動戦士ガンダムSEED FREEDOM』に登場。
ユーリ・アマルフィの主導のもとで、廃棄予定だったデュエルを極秘に改修した機体。素体の形状はそのままに、ライトニングバスターと同型の核エンジンとザクシリーズ用のコックピットに換装され、かつてのブリッツを彷彿させる装備が追加された新型アサルトシュラウドが装着されている。
武装は、従来の頭部イーゲルシュテルンとビームライフル、手持ち槍にもなるAS右腕部の「XM61 超高速運動体貫通弾 ランサーダートII」2本、左腕側のロケットアンカー「XM53S ピアサーロック グレイプニールII」、右肩に収納された手持ちライフル兼用の「MA-M1600/D2 高エネルギービーム砲」、左肩に収納された「MA-M99E ビームサーベル マグナセクティオ」と2連装ミサイルポッド「AIM-627G 自立誘導中距離空対空ミサイルトーレンス」。
非常事態用に整備されたボアズ内にてライトニングバスターとともに改修されたのち、ファウンデーション王国と共謀してクーデターを起こしたプラント国防委員長ハリ・ジャガンナートの一派を鎮圧するべく、ボアズに逃れてきたイザークが再び搭乗する。出撃後は同所に係留されていたエターナルのミーティアとドッキングし、ジャガンナート派の討伐を果たすとともにミレニアムの援護を行う。
監督の福田己津央は当初、映画中に本機とライトニングバスターを登場させることは考えていなかったが、テレビシリーズからの古株でもある制作担当の池谷浩臣から「古い機体の商品（ガンプラ）があると皆さん（ファン）が喜ぶのでは？」との意見で説得され、登場させることにしたとの旨を語っている。

## ブルデュエルガンダム
インターネットなどで配信された短編アニメ『機動戦士ガンダムSEED C.E.73 STARGAZER』に登場。
地球連合軍第81独立機動群「ファントムペイン」が、アクタイオン・インダストリー社を中心とした複数企業の技術協力を受けて推進したエースパイロット用カスタマイズMS開発計画「アクタイオン・プロジェクト」にもとづき、再製造されたデュエルを改修した機体。パイロットは「ファントムペイン」特殊戦MS小隊に所属するミューディー・ホルクロフト少尉。機体名の「ブル」はイタリア語で「青」を意味する。
僚機である汎用型のX105E ストライクノワール、砲戦型のX103AP ヴェルデバスターとの連携を想定し、近接白兵戦闘を重視したカスタマイズが施されている。各部に配置された増加アーマー「フォルテストラ」は、ロングダガーやデュエルダガーに採用された同名ユニットを再設計したもので、追加装備された強化スラスターや各種兵装によって機動力と攻撃力向上している。ダガー系のフォルテストラやザフトのアサルトシュラウドは着脱可能なボルトオン装着方式であったが、本機では本体と直結された固定装備としたうえで、装甲自体のPS装甲化措置が行われている。同時に、装甲の採用部位には軽量化とともに可動域を損なわない配慮がなされ、原型機のもつ運動性を低下を避けたうえで防御力の増強に成功している。マニピュレーターは可動指を再構築しつつ、アクチュエーターを改良したモデルとなっている。

### 武装（ブル）
M2M5 トーデスシュレッケン12.5mm自動近接防御火器
ダガーL以降の連合系量産MSが標準装備する頭部機関砲。威力よりも対人・対車両攻撃と携行弾数を重視した姿勢から、従来のイーゲルシュテルンよりも小口径化されている。
Mk315 スティレット投擲噴進対装甲貫入弾
左肩部増加アーマーのラック内に格納される自推式の投擲兵器。ダガーLやウィンダムといった連合系量産MSに広く装備される。劇中、ミューディーは使用時に3基を一度に引き抜き投擲する。

右肩シールド裏に装備された旋回式電磁レール砲塔。ユニバーサルマウントによって接続されているため、射角は広く保たれている。
M7G2 リトラクタブルビームガン
前腕装甲のキャニスターから旋回・起立して保持されるハンドガン式専用火器。全長の短さからくる取り回しのよさと高い速射性能を生かし、乱戦で多数の敵を制圧することを想定している。
ES05A ビームサーベル
両脚側面に装備された斬撃武装。ダガーLやウィンダムが装備するES04Bの独自改修品で、信頼性と耐久性の大幅に向上している。
対ビームシールド、M443 スコルピオン機動レールガン
シールドは改修前と同等品を採用しつつ右肩へと位置変更され、裏面にユニバーサルマウントを介してレールガンを接続することで、機体の姿勢とは独立した射界を確保している。

### 劇中での活躍（ブル）
ブレイク・ザ・ワールド事件後にキルギスプラントを襲撃したザフトを殲滅するべく、ストライクノワールやヴェルデバスターとともに現場に急行する。その後は西ユーラシア地方を進撃中のハンニバル級陸上戦艦ボナパルトの防衛任務に就き、迫り来るザフトのMS部隊を駆逐するが、バクゥのを受けて左足などを損傷し、転倒したところに3機のケルベロスバクゥハウンドのビームファングでコックピットをめった刺しにされ、パイロットのミューディーも戦死する。

## レーゲンデュエルガンダム
フォトストーリー、小説で展開された外伝作品『機動戦士ガンダムSEED VS ASTRAY』より登場。
「ライブラリアン」がデュエルを独自改修・再設計した機体。パイロットはカイト・マディガン。型式番号冒頭の「LR」は「ライブラリアン・レーゲン」の略で、「レーゲン」はドイツ語で「雨」を意味する。
「状況に応じて装備を変えて戦う」というコンセプトを極限まで追求しており、バズーカ「ゲイボルグ」による遠距離攻撃、純正ビームライフルと手持ち改造型のアサルトシュラウド用115mmレールガン「ルドラ」による中距離攻撃、両膝に位置変更されたビームサーベルによる近距離戦とオールレンジに高い戦闘力を発揮する。また任務ごとの武装変更も可能で、適合性にも秀でている。なおカイトは、ビームと実体弾を切り替え可能な専用銃を乗機に装備させているが、本機には例外的に装備されていない。ライブラリアン機の特徴であるストライカーパック用のプラグも追加されており、ランチャーパックをベースにゲイボルグや超高インパルス砲「アグニ」などを選択装着可能なよう改修した バズーカストライカーを基本装備としている。なお、近距離戦時は切り離され、証拠隠滅の目的とした爆破機能が備わっている。
機体各部に増設された装甲やスラスターは、アサルトシュラウドのような重量増加を避けるために最低限に抑えられ、白兵時に排除する必要がなくなっている。また、肩アーマーはゲイルストライクで培われた技術をフィードバックしつつ小型化し、大推力によって左右方向への機動も可能となっている。足首には、装備投棄による重量変化に対応した調整機能が追加されている。顔部分は「GZ型」と呼ばれるタイプに変更されているが、これはカイトが自身のコレクションMSから嗜好的に流用したもので、通常のデザインのものと性能差はない。

### 劇中での活躍（レーゲン）
緒戦でアグニス・ブラーエのターンデルタと交戦し、大破させる。その後、地上でグゥド・ヴェイアのヴァンセイバーとともにイライジャ・キールの専用ザクファントムと交戦するが、ヴェイアがイライジャ機を奪って逃走した際には追撃を放棄する。その後、プレアからの命令でザフトのジン部隊と交戦しこれを撃破する。
ライブラリアン崩壊後はカイトのコレクションに加えられ、彼のパーソナルマークである赤縁の白十字がマーキングされる。